# Johann Ulrich Krauß

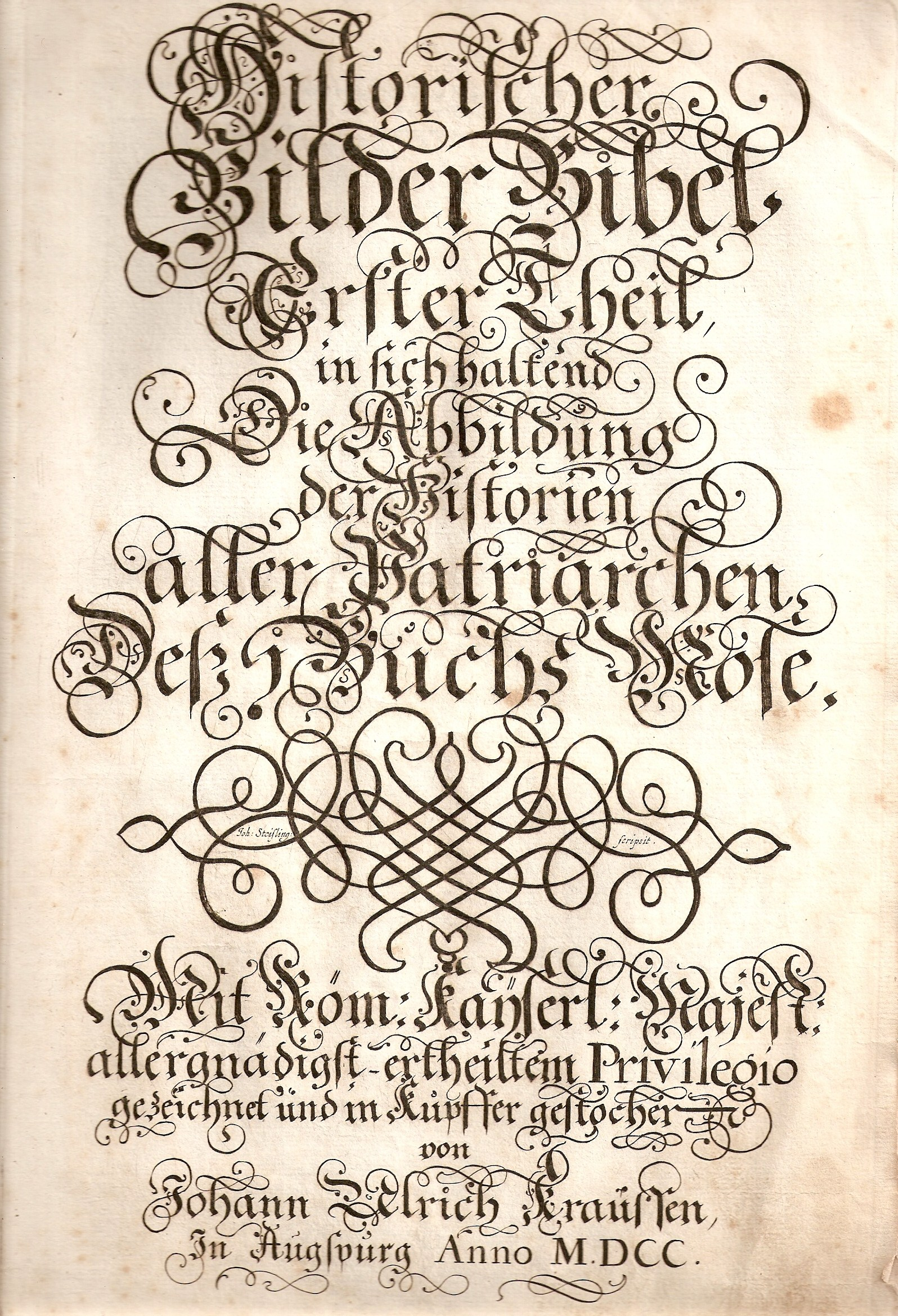
Histor. Bilder-Bibel (1700)
(Titelblatt von Teil 1)

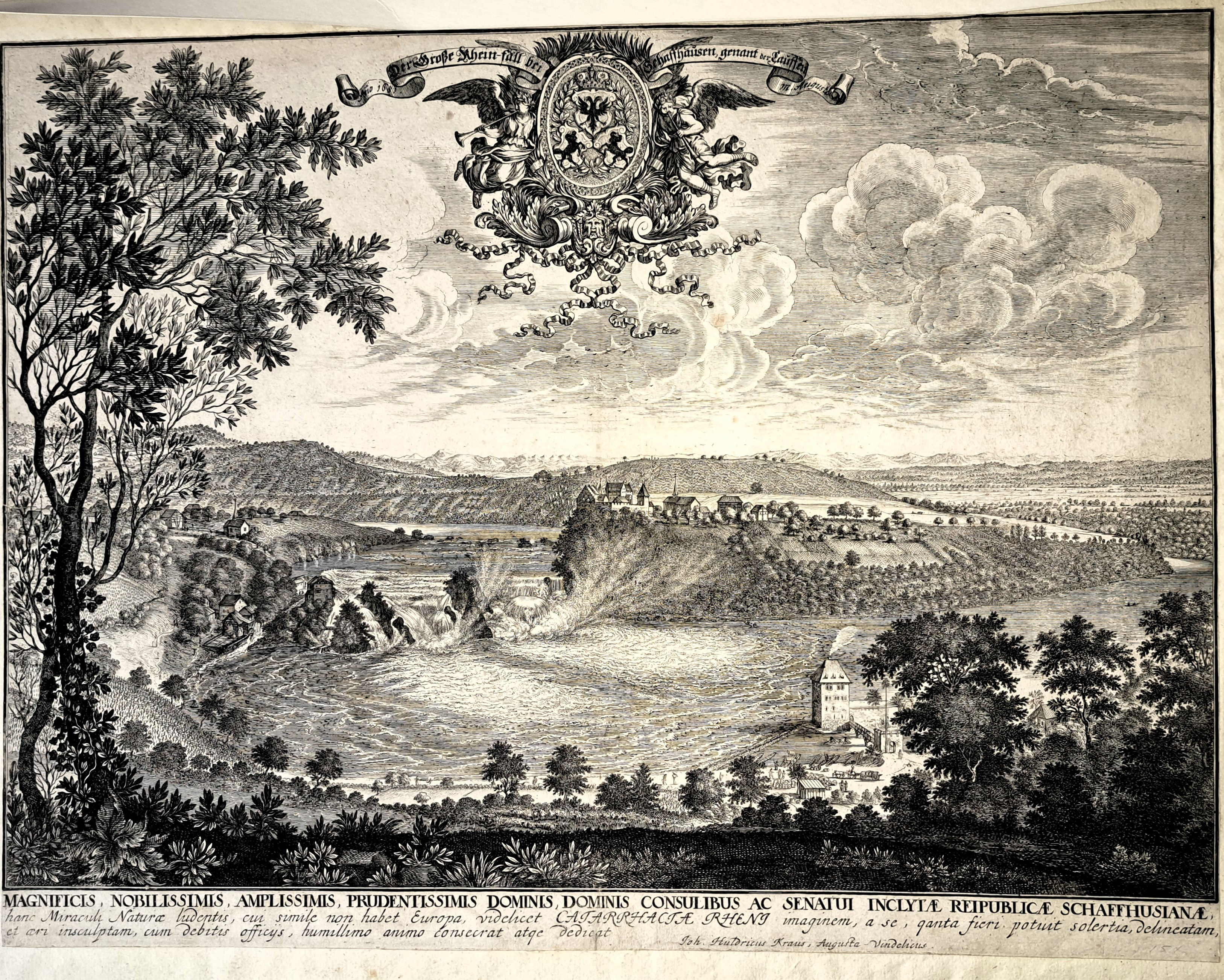
Der Große Rhein-fall bei Schaffhausen, genant der Lauffen. Johann Huldricus Kraus (1681)

Johann Ulrich Krauß, auch Kraus, Krause oder Krauss (* 23. Juni 1655 in Augsburg; † 16. Juli 1719 ebenda) war ein deutscher Zeichner, Kupferstecher und Verleger in Augsburg.

## Leben
Er stammte aus einer seit dem 16. Jahrhundert in Augsburg tätigen Maler-, Kupferstecher- und Künstlerfamilie und war der Sohn des Ulrich Krauß.
Krauß erlernte sein Kunsthandwerk in Augsburg bei Melchior Küsell (1626–ca. 1683), einem Schüler von Matthäus Merians d. Ä. (1593–1650). Nach mehrjährigem Aufenthalt in Wien trat Krauß in den Augsburger Verlag Melchior Küsells ein. Im Jahr 1685 heiratete er dessen Tochter Johanna Sibylla Küsel.
Unterstützt von seiner gleichfalls als Kupferstecherin tätigen Frau, wurde Kraus bald zu einem der angesehensten und produktivsten Kupferstecher Augsburgs, sein Verlagsgeschäft wurde bekannt und erfolgreich. Er soll sogar Angebote verschiedener Fürstenhöfe abgelehnt haben.
Die Zahl der von Kraus eigenhändig gezeichneten und gestochenen Blätter beläuft sich auf annähernd 1 000 Exemplare.
Sein Verlag scheint zwar durch die Verwüstungen des Spanischen Erbfolgekrieges (1701–1714) stark in Mitleidenschaft gezogen worden zu sein, doch schon bald konnte er die Produktion wieder aufnehmen: Im Jahr 1717 wies das Steuerbuch der Stadt Augsburg ihn jedenfalls als wohlhabenden Bürger aus.

## Wirken
Krauß setzte sich zeitlebens für die Anerkennung der deutschen Kupferstecherkunst ein. So gab er z. B. mehrfach die französische Ausgabe der beiden „Tapisserie-Zyklen“ (Tapisseries du roy) zusammen mit einer vollständigen deutschen Übersetzung heraus. In der Vorrede rechtfertigte er sein verlegerisches Interesse an diesem Werk aus dem Umkreis des französischen Königs Ludwig XIV. mit der Absicht, Kaiser Leopold I. (1640–1705) zu demonstrieren, dass die deutsche Kupferstecherkunst hinter der französischen keinesfalls zurücksteht. Auch spielte er eine wirksame Rolle durch die Vermittlung französischer Bildmotive, zum Beispiel von Gabriel Perelle an deutsche Maler und Kunsthandwerker, wie Johann Schaper. Für den Kurbayerischen Atlas des Anton Wilhelm Ertl schuf er zahlreiche Ansichten bayerischer Städte, Schlösser und Klöster. Seine „Historische Bilderbibel“ in 5 Bänden von 1698 bis 1700 gilt als ein Höhepunkt der Augsburger Kupferstecherkunst.

## Schriften
- Historischer Bilder Bibel … Theil. 5 Teile. Augsburg 1700, doi:10.11588/diglit.33041, urn:nbn:de:bsz:16-diglit-330418.
- Biblisches Engel- u. Kunst Werck. Augsburg 1694 (digitale-sammlungen.de).
- Heilige / Augen- und Gemüths-Lust. Augsburg 1706 (digitale-sammlungen.de).
- Tapisseries du roy. Augsburg 1710 (digitale-sammlungen.de).
- Signorum Veterum Icones &, Fünffzig Ausserlessen Statuen. Augsburg, ca. 1690 (digitale-sammlungen.de).